# Municipio Cuauhtémoc (Colima)
Koordinaten: 19° 20′ N, 103° 36′ W
Cuauhtémoc ist ein Municipio im mexikanischen Bundesstaat Colima. Es wurde nach Cuauhtémoc, dem letzten Aztekenherrscher benannt.
Das Municipio bedeckt eine Fläche von 413,38 km² und hatte beim Zensus 2010 27.107 Einwohner. Verwaltungssitz ist das gleichnamige Cuauhtémoc, größter Ort des Municipios hingegen knapp Quesería. Weitere größere Orte im Municipio sind El Trapiche und Alcaraces.
Das Municipio grenzt an die Municipios Colima, Villa de Álvarez und Comala sowie an den Bundesstaat Jalisco.